# Honda Innova

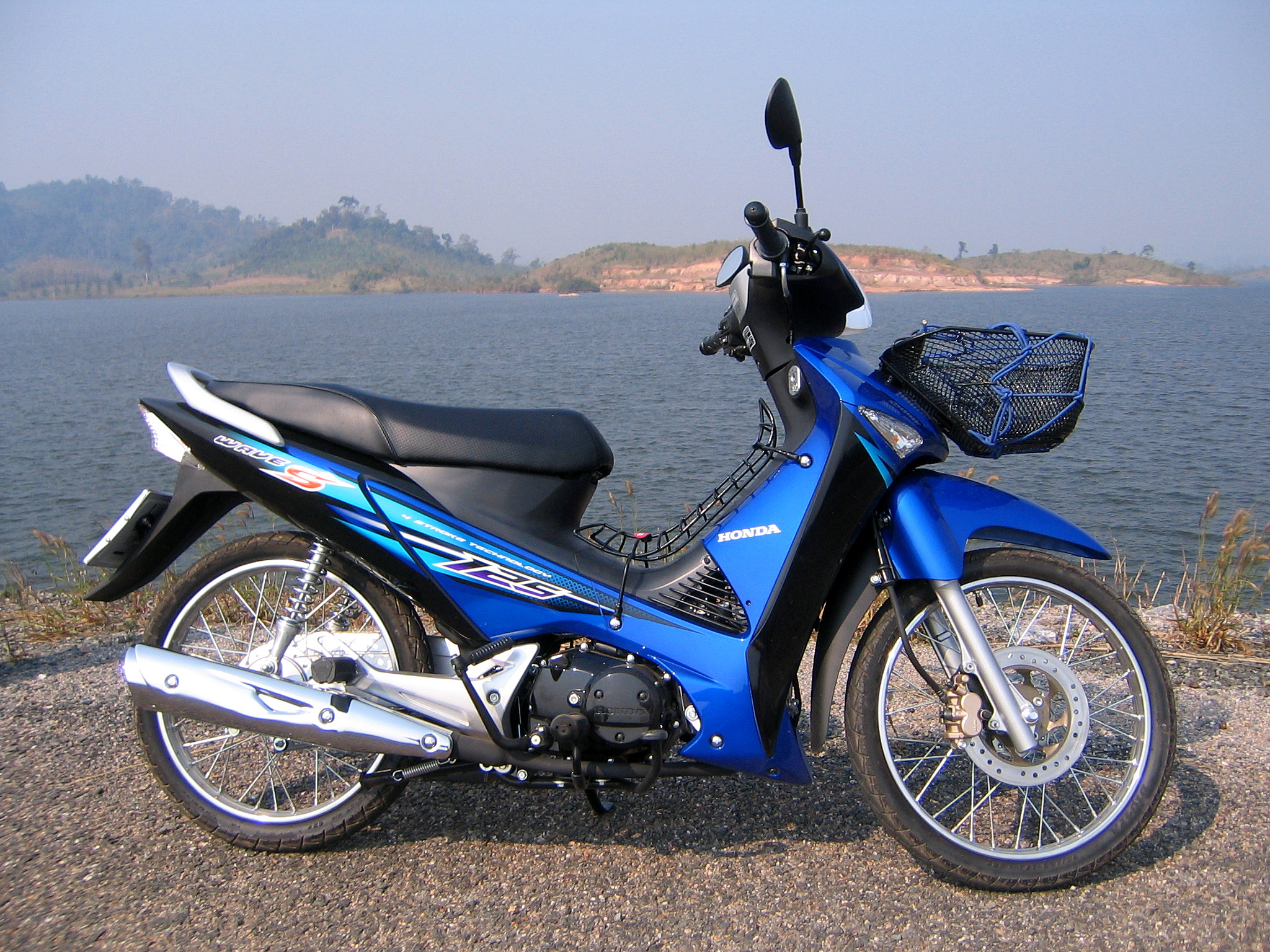
Honda Innova

Die Innova ist ein Leichtkraftrad der Firma Honda. Seine Entstehung geht auf das Leichtkraftrad Honda Cub zurück, das seit den 1950er Jahren über 100 Millionen Mal verkauft wurde und somit noch vor dem VW Käfer als das weltweit am häufigsten gebaute Kraftfahrzeug überhaupt gilt. Die Innova ist seit 2008 neben anderen europäischen Ländern nun auch in Deutschland erhältlich. Sie ist weltweit verbreitet und heißt ortsabhängig auch Wave, NF, ANF125i oder Supra. Ein der Innova vergleichbares Fahrzeug ist die Suzuki Address. Seit 2012 wird die Innova nicht mehr in Europa vertrieben, das Nachfolgemodell ist die Wave 110i.
Das Kraftrad ist mit einem einzylindrigen Viertaktmotor mit 125 cm³ Hubraum ausgestattet. Die Gemischaufbereitung per Benzineinspritzung macht den Betrieb sehr energieeffizient. Der Hersteller beziffert den Streckenkraftstoffverbrauch mit zirka 2 Litern auf 100 km.
Vom Erscheinungsbild her ist die Honda Innova eine Mischung aus Motorroller und Motorrad, ist aber ein echtes Motorrad (Leichtkraftrad). Rollerähnlich sind die aufrechte Sitzposition, Wetterschutz und der Tank unter der Sitzbank. Motorradtypisch sind die großen Räder (17 Zoll), Fußrasten, der im Rahmen montierte Motor, eine Schwinge (keine Triebsatzschwinge!), das Zahnradgetriebe (4 Gänge) und der Kettenantrieb des Hinterrades.
Weitere Besonderheiten sind: halbautomatische Wippenschaltung und der geschlossene Kettenkasten (Schutz vor Spritzwasser, längere Schmierungsintervalle).
Die Honda Innova wird, weil der Motor so effizient arbeitet, gerne zu Benzin sparenden Umbauten genommen, die alleine durch aerodynamische Maßnahmen erreicht werden, womit der Benzinverbrauch noch einmal halbiert wird.
Ende 2011 gab Honda bekannt, dass die Innova nicht mehr weiter angeboten wird. Die Überschwemmungen in Thailand haben nicht nur die Produktion von Computer-Bauteilen wie Festplatten erheblich gestört, auch die Fahrzeug- und Fahrzeugteile-Produktion war betroffen. Für Europa ist daher ab 2012 der Import aus Vietnam und China vorgesehen. Das Modell Honda Wave 110i mit 110 Kubikzentimeter Hubraum, etwas weniger Leistung, leicht geänderten Verkleidungsteilen und Gussrädern tritt die offizielle Nachfolge an und wird dann auch auf dem europäischen Markt mit der Bezeichnung „Wave“ geführt. Honda versucht so den internen Wettbewerb des unteren Segmentes zu entzerren.

## Technische Daten
| Motor                                                  |                                                                         |
| Bauart                                                 | Fahrtwindgekühlter Einzylinder-Viertaktmotor mit geregeltem Katalysator |
| Bohrung × Hub in mm / Hubraum in cm³                   | 52,4 × 57,8 / 124                                                       |
| Verdichtung                                            | 9,3:1                                                                   |
| Gemischaufbereitung                                    | PGM-Fi Computergesteuerte Kraftstoffeinspritzung                        |
| Max. Leistung, kW (PS) bei min−1 gemessen nach 95/1/EC | 6,8 (9,2) / 7500                                                        |
| Max. Drehmoment (Nm bei min−1)                         | 10,1 / 3000                                                             |
| Abgasverhalten                                         | Euro 3 / G-Kat                                                          |
| Zündung                                                | Transistor                                                              |
| Starter                                                | Elektro- und Kickstarter                                                |
| Kraftübertragung                                       |                                                                         |
| Getriebe                                               | 4-Gang halbautomatisch                                                  |
| Endantrieb                                             | Kette (gekapselt)                                                       |
| Abmessungen                                            |                                                                         |
| Länge in mm                                            | 1.895                                                                   |
| Breite (mm)                                            | 725                                                                     |
| Höhe (mm)                                              | 1070                                                                    |
| Radstand (mm)                                          | 1295                                                                    |
| Sitzhöhe in mm                                         | 778                                                                     |
| Bodenfreiheit (mm)                                     | 145                                                                     |
| Tankinhalt in Liter                                    | 3,7                                                                     |
| Fahrwerk                                               |                                                                         |
| Felgen vorne                                           | 17×1.40                                                                 |
| Felgen hinten                                          | 17×1.60                                                                 |
| Bereifung vorne                                        | 70/100-17 40P                                                           |
| Bereifung hinten                                       | 80/90-17 50P                                                            |
| Radaufhängung vorne                                    | 31-mm-Teleskopgabel                                                     |
| Radaufhängung hinten                                   | Schwinge 2 Federbeine                                                   |
| Bremsen vorne                                          | 220-mm-Einscheibenbremse mit Doppelkolbenbremszange                     |
| Bremsen hinten                                         | 110-mm-Trommelbremse                                                    |
| Gewicht vollgetankt (kg)                               | 105                                                                     |
| Zulässiges Gesamtgewicht (kg)                          | 275                                                                     |
| Max. Zuladung (kg)                                     | 170                                                                     |
| Höchstgeschwindigkeit                                  | 94 km/h                                                                 |
| Verbrauch                                              | 1,96 l/100 km                                                           |

Quelle: Offizielle Honda-Website, Pressemeldungen